# 安庆恩
安庆恩（8世纪—8世纪），唐朝将领安禄山十一个儿子之一，仅知排行非前三。其母是安禄山平妻（一作嬖妾）段氏。
唐玄宗天宝十四载（755年），时任河东、范阳、平卢三镇节度使的安禄山起兵作乱，其原配康氏当时在长安，因此被唐玄宗所杀。安禄山后称大燕皇帝，立段氏为皇后。康氏有子晋王安庆绪，但安禄山喜爱安庆恩，想立他为太子，而非安庆绪，安庆绪因此担心不能成为继承人，安禄山亲信严庄、阉人李猪儿也因屡遭笞责而怀恨，他们都害怕被安禄山所杀，于是合谋于燕圣武二年（757年）正月杀安禄山，安庆绪自立为帝。
此后没有安庆恩的记载。